# 布朗森 (佛罗里达州)
布朗森（英語：Bronson），是美国佛罗里达州李維縣下属的一座城镇。建立于1951年。面积约为10.4平方公里（约合4平方英里）。根据2010年美国人口普查，该市有人口1,113人。论人口在本州排行第325。